# Aeschynomene simplicifolia
Aeschynomene simplicifolia är en ärtväxtart som beskrevs av Gwilym Peter Lewis. Aeschynomene simplicifolia ingår i släktet Aeschynomene och familjen ärtväxter. Inga underarter finns listade i Catalogue of Life.